# Fosfato de hierro (III)
El fosfato de hierro (III) o fosfato férrico es un compuesto inorgánico con la fórmula FePO4. Se conocen cuatro polimorfos de FePO4 anhidro. Además, se conocen dos polimorfos del dihidrato FePO4·(H2O)2. Estos polimorfos han atraído interés como posibles materiales de cátodo en baterías.

## Estructura
La forma más común de FePO4 adopta la estructura del cuarzo α. El material consta de sitios tetraédricos de Fe(III) y fosfato, por lo que tanto el P como el Fe tienen una geometría molecular tetraédrica. A altas presiones, se produce un cambio de fase a una estructura más densa con centros octaédricos de hierro. También se conocen dos estructuras ortorrómbicas y una fase monoclínica. En los dos polimorfos del dihidrato, el centro de hierro es octaédrico y presenta dos ligandos de agua cis mutuamente intercambiables.

## Usos
El fosfato de hierro (III) se puede utilizar en los procesos de fabricación de acero y metales. Al unirse a una superficie metálica, el fosfato de hierro impide la oxidación posterior del metal. Su presencia es parcialmente responsable de la resistencia a la corrosión del pilar de hierro de Delhi.
Los revestimientos de fosfato de hierro se utilizan habitualmente como preparación para la pintura o el revestimiento en polvo, con el fin de aumentar la adherencia al sustrato de hierro o acero y evitar la corrosión, que puede causar el fallo prematuro de los procesos de revestimiento posteriores.
El fosfato de hierro se utiliza para fabricar el cátodo de las baterías de fosfato de hierro y litio.

### Pesticida
El fosfato de hierro es uno de los pocos molusquicidas aprobados para su uso en agricultura ecológica. Los gránulos de plaguicida contienen fosfato de hierro más un agente quelante, como el EDTA.

## Mineral
La estrangita es la forma mineral del fosfato férrico hidratado.

## Legislación
El fosfato de hierro (III) no está permitido como aditivo alimentario en la Unión Europea. Fue retirado de la lista de sustancias permitidas en la Directiva 2002/46/CE en 2007.